# مذبحة شتربتشي
مذبحة شتربتشي كانت مذبحة تعرض لها 19 مدني (18 بوسني وكرواتي) في 27 فبراير 1993 الذين أخذوا من قطار بلغراد-بار في محطة سكة حديد شتربتشي بالقرب من فيزيغراد على أراضي جمهورية البوسنة والهرسك. واعتقل خمسة عشر صربي في ديسمبر 2014 ووجهت إليهم تهم بارتكاب جرائم حرب لمشاركتهم في المجزرة.

## الخلفية
تعبر سكة حديد بلغراد-بار إلى البوسنة والهرسك لمسافة 9 كيلومترات بين المحطتين في يابلانيكا وراتشا وكلاهما في صربيا. توجد محطة واحدة وهي شتربتشي لكن لا توجد مرافق عبور حدودية وثلاثة قطارات فقط لكل اتجاه في المحطة كل يوم. ونُقل الركاب المخطوفون من القطار وسُرقوا وتعرضوا للإيذاء الجسدي. ثم نُقلوا إلى قرية فيسيغرادسكا بانيا بالقرب من فيزيغراد في البوسنة والهرسك حيث تعرضوا للتعذيب والقتل في منزل محترق بالقرب من نهر درينا. لم يتم العثور على رفاتهم.
كان أفراد من الوحدة العسكرية المنتقمون بقيادة ميلان لوكيتش بدعم لوجستي من جمهورية صربيا مسؤولين عن عمليات الاختطاف. ومن بين المشتبه بهم الثلاثين كان الشخص الوحيد الذي أدين لدوره في الجريمة هو نيبويشا رانيسافليفيتش من ديسبوتوفاك. اعتقل في أكتوبر 1996. حكمت عليه المحكمة العليا في بييلو بوليي بالسجن لمدة 15 عام في 9 سبتمبر 2002. وأكد الحكم من قبل المحكمة العليا للجبل الأسود في أبريل 2004. أطلق سراح رانيسافليفيتش من السجن في عام 2011 بعد أن قضى تسع سنوات من عقوبته. اعترف لوكا دراغيتشيفيتش قائد لواء جيش جمهورية صرب البوسنة لوكا دراغيتشيفيتش بأن وحدة «المنتقمون» جزء من جيش جمهورية صرب البوسنة. بعد الحرب تم نقل دراغيتشيفيتش إلى موقع في الجيش اليوغوسلافي.
أعربت منظمة العفو الدولية عن قلقها من أن رانيسافليفيتش كان كبش فداء وأن المحاكمة كانت قضية رمزية. وزُعم أن رانيسافليفيتش تعرض للتعذيب في الحجز لإجباره على الإدلاء بأقوال تجرمه.
تم تنبيه كبار المسؤولين في حكومتي صربيا وجمهورية يوغوسلافيا الاتحادية إلى خطة اختطاف مواطنين من جمهورية يوغوسلافيا الاتحادية ولكن لم يتم اتخاذ أي إجراء لمنع الجريمة. كانت مذبحة شتربتشي ومجزرة سيفيرين جزء من حملة تطهير عرقي ضد البوشناق في منطقة السنجق في صربيا تم تنظيمها وتنفيذها تحت غطاء حرب البوسنة والهرسك. يُزعم أن الشرطة والمسؤولين القضائيين عرقلوا إجراءات المحكمة ضد ميلان لوكيتش.